# Twee pop
Il twee pop è un sottogenere musicale dell'indie pop, per molti versi, a livello puramente stilistico/formale, paragonabile al bubblegum pop degli anni Sessanta.
Usato inizialmente in maniera dispregiativa, il termine twee (che deriva dal suono della parola sweet, storpiata nel linguaggio infantile), identificava inizialmente un qualcosa di pittoresco, delicato, troppo sentimentale o dolce, quasi al punto di essere disgustoso.
Nella grande tradizione del punk rock, il twee pop, affonda le sue radici nello spirito del DIY ma affrontato con una semplicità e un'innocenza tipica dei primi artisti rock & roll degli anni cinquanta. Musicalmente è caratterizzato da chitarre dal suono jangly (tintinnanti) tipiche del pop anni sessanta, melodie orecchiabili, strutture musicali semplici (spesso a tre accordi) e da testi con tematiche amorose e innocenti.
Nel Regno Unito lo sviluppo definitivo del genere può sicuramente coincidere con l'uscita della C86, una compilation distribuita dalla rivista NME nel 1986, che includeva le band più interessanti della scena pop indipendente britannica di allora come Primal Scream, The Pastels, The Shop Assistants e molte altre.
Con la strada tracciata dal lavoro della scozzese Postcard Records, il fulcro della scena twee pop inglese è stata poi per molti anni l'ormai leggendaria etichetta Sarah Records, casa-madre di gruppi come i Field Mice, Heavenly, Talulah Gosh e The Orchids, mentre, negli Stati Uniti, prese piede soprattutto nella scena di Olympia grazie soprattutto al lavoro della K Records, etichetta di proprietà di Calvin Johnson.